# Lorenzo Casali
Lorenzo Minh Casali (Hanoi, 12 settembre 2002) è un ginnasta italiano, membro della Nazionale di Ginnastica Artistica Maschile dell'Italia. Ha fatto parte della prima squadra italiana a vincere l'oro nel concorso a squadre ai campionati europei di Antalya 2023.

## Biografia
Nato ad Hanoi, Vietnam, all'età di cinque mesi è stato adottato da una famiglia residente ad Ancona ed è cresciuto a Offagna. Dopo una breve esperienza nel calcio, ha iniziato a praticare la ginnastica artistica nel 2010.

### Carriera
È tesserato per la Società Giovanile Ancona.
Si è fatto notare a livello giovanile al Festival olimpico della gioventù europea di Baku 2019, dove ha vinto la medaglia di bronzo nel concorso a squadre con Lorenzo Bonicelli e Ivan Brunello.
Ha fatto parte della spedizione italiana ai Giochi del Mediterraneo di Orano 2022, dove ha ottenuto la medaglia d'argento nel concorso a squadre, assieme a Nicola Bartolini, Lay Giannini, Matteo Levantesi e Marco Lodadio.
Ai campionati europei di Monaco di Baviera 2022 ha guadagnato l'argento nel concorso a squadre con Nicola Bartolini, Andrea Cingolani, Matteo Levantesi e Yumin Abbadini.
Agli europei di Adalia 2023 ha ottenuto l'oro nel concorso a squadre, con Marco Lodadio, Yumin Abbadini, Mario Macchiati e Matteo Levantesi. Con gli stessi compagni di squadra, l'anno successivo conquista la medaglia di bronzo ai campionati europei di Rimini 2024.